# Халід ібн Баргаш
Халід ібн Баргаш (*خالد بن برغش‎‎; 1874 — 1927) — 6-й султан Занзібару в 1896 році.

## Життєпис
Походив з династії Бусаїдів. Син султана Баргаша. 1893 році при розгляді кандидатур на нового султана після смерті Алі I британцями Халіда було відкинуто через войовничість та нестрмианість. Ймовірно отруїв султана Хамада у 1896 році, захопивши владу. Халід ібн Баргаш володарював 2 дні — з 25 до 27 серпня. Велика Британія відмовилася визнати права нового султана на престол. При цьому вона посилалася на умови англо-занзібарського договору 1866 року, який передбачав, що новий султан може вступити в права лише з дозволу британського консула.
Конфлікт перейшов у 38-хвилинну війну. За цей час гарем і палац султана були обстріляні британськими кораблями, змусивши Халіда капітулювати. Він втік до німецького консульства, після чого таємно був переправлений до Німецької Східної Африки. Новим судтаном Занзібару британці поставили Хамуда ібн Мухаммада.
Під час Першої світової війни у 1916 році після окупації британцями Німецької Східної Африки колишній султан потрапив у полон в Дар-ес-Саламі. Невдовзі його було заслано на Сейшельські острови, згодом — на острів Святої Єлени. 1922 року після численних прохань йому було дозволено перебратися до Момбаси, де він й помер 1927 року.